# くまもと県北病院
くまもと県北病院（くまもとけんほくびょういん）は、地方独立行政法人くまもと県北病院が熊本県玉名市に設置する病院である。公立玉名中央病院、玉名地域保健医療センターが統合し2021年3月に開設された。熊本県災害拠点病院（地域災害拠点病院）等に指定されている。

## 診療科
（標榜診療科）
- 内科
- 神経内科
- 呼吸器科
- 循環器科
- 小児科
- 外科
- 整形外科
- 皮膚科
- 泌尿器科
- 放射線科
- 麻酔科
- アレルギー科
- リウマチ科
- リハビリテーション科
- 消化器内科（胃腸内科）
- 腎臓内科
- 糖尿病内科（代謝内科）
- 血液内科
- 呼吸器外科
- 乳腺外科
- 眼科
- 耳鼻咽喉科
- 婦人科
- 歯科口腔外科
- 腫瘍内科
- 総合診療科

## 医療機関の指定・認定
- 保険医療機関[1]
- 労災保険指定医療機関[1]
- 指定自立支援医療機関（更生医療・育成医療）[1]
- 身体障害者福祉法指定医の配置されている医療機関[1]
- 生活保護法指定医療機関[1]
- 原子爆弾被害者一般疾病医療取扱医療機関[1]
- 公害医療機関[1]
- 地域医療支援病院[1]
- 災害拠点病院（地域[2]）[1]
- 臨床研修病院（基幹型[3]）[1]
- 肝疾患診療連携拠点病院[1]
- DPC対象病院[1]
- 指定小児慢性特定疾病医療機関[1]
- 救急告示病院[3]
- 熊本DMAT指定病院[3]
- 熊本県指定がん診療連携拠点病院[3]
- このほか、各種法令による指定・認定病院であるとともに、各学会の認定施設でもある。

## 交通アクセス
- JR鹿児島本線「玉名駅」より九州産交バス乗車、「くまもと県北病院」停留所下車[4]